# Saint-Crépin-d'Auberoche
 Saint-Crépin-d'Auberoche  (en occitano Sent Crespin d'Auba Ròcha) es una población y comuna francesa, situada en la región de Aquitania, departamento de Dordoña, en el distrito de Périgueux y cantón de Saint-Pierre-de-Chignac. 
Se encuentra hermanada con el municipio español de Valderredible desde 2019.

## Demografía
| 246 | 191 | 175 | 237 | 229 | 227 |
| Para los censos de 1962 a 1999 la población legal corresponde a la población sin duplicidades (Fuente: INSEE [Consultar]) |     |     |     |     |     |